# Sophie Herbrecht
Sophie Herbrecht, née le 13 février 1982 à Mulhouse, est une ancienne joueuse de handball française internationale, évoluant au poste d'arrière gauche ou de demi-centre. Elle est notamment Championne du monde en 2003.

## Biographie

### Parcours en club
Sophie Herbrecht est formée à l'ASCA Wittelsheim puis au HBC Kingersheim. En 1998, elle rejoint l'ES Besançon où elle termine sa formation et joue ses premiers matchs en Division 1. Avec celui-ci, elle réalise une saison 2003 ponctuée de quatre titres : un titre européen avec la Coupe des Coupes, trois titres nationaux avec le championnat de France, la Coupe de France et la coupe de la Ligue. Parmi ses coéquipières lors de cette saison figurent ses compagnes de l'équipe de France Valérie Nicolas, Sandrine Delerce, Véronique Rolland-Pecqueux, Raphaëlle Tervel.
Elle relève un nouveau défi pour la saison 2014/2015 en rejoignant le Chambray Touraine Handball en Division 2. Amie de Stella Baudouin, la capitaine de l'équipe de Chambray, l'objectif de Sophie et du club est d'intégrer le plus haut niveau, ce qui est réalisé à l'issue de la saison 2015/2016. Après une saison en D1 avec Chambray, elle signe un contrat pour une saison au Brest Bretagne Handball pour pallier la blessure d'Allison Pineau, puis rejoint en 2018 l'US Altkirch en Nationale 1.
Le 7 mars 2020, elle dispute inconsciemment son dernier match en carrière à Yutz (match nul 28-28), le championnat féminin N1 2019-2020 étant définitivement arrêté le 24 mars par la FFHB, en raison de la pandémie de maladie à coronavirus.

### Parcours en équipe nationale
Sophie Herbrecht intègre l'équipe de France dès les catégories de jeunes et se fait notamment remarquer lors du championnat d'Europe junior 2000 en France.
Elle obtient sa première sélection en équipe de France senior en novembre 2001 à Metz face au Portugal.
Par la suite, elle est devenue l'un des piliers de cette équipe de France, remportant une médaille de bronze au Championnat d'Europe féminin de handball 2002 puis fait partie de l'aventure du championnat du monde 2003, championnat remporté après prolongation face à la Hongrie. 
Après une quatrième place aux Jeux olympiques 2004, elle remporte une nouvelle médaille de bronze lors du Championnat d'Europe 2006.
Pour le mondial 2007 qui se déroule en France, elle échoue en quart de finale face à la Roumanie, puis obtient finalement la cinquième place.
Elle participe ensuite à deux nouvelles fois aux Jeux olympiques en 2008 et 2012 et termine à chaque fois à la 5e place. En revanche, elle n'est pas retenue pour les championnats du monde 2009 et 2011 où les Françaises décrochent deux médailles d'argent.

## Palmarès

### Clubs
compétitions internationales
- vainqueur de la coupe d'Europe des vainqueurs de coupes en 2003 (avec l'ES Besançon)

compétitions nationales
- championne de France en 1998, 2001 et 2003 (avec l'ES Besançon)
- vainqueur de la coupe de France en 2001, 2002 et 2003 (avec l'ES Besançon), 2006 (avec Le Havre AC) et 2018 (avec Brest Bretagne Handball)
- vainqueur de la coupe de la Ligue en 2003 et 2004 (avec l'ES Besançon)

### Équipe nationale
Jeux olympiques
- 4e place aux Jeux olympiques 2004 d'Athènes
- 5e place aux Jeux olympiques 2008 de Pékin
- 5e place aux Jeux olympiques 2012 de Londres

championnats du monde
- 5e place au championnat du monde 2001
- vainqueur du championnat du monde 2003
- 12e place au championnat du monde 2005
- 5e place au championnat du monde 2007

championnats d'Europe
- 5e place au championnat d'Europe 2000
- troisième du championnat d'Europe 2002
- 11e place au championnat d'Europe 2004
- troisième du championnat d'Europe 2006

autres
- 1re sélection en équipe de France le 3 novembre 2001 face au Portugal
- 193 sélections et 569 buts [1]

### Statistiques et récompenses
- Élue meilleure joueuse du championnat de France : Saison 2005-2006
- Élue meilleure demi-centre du championnat de France : Saison 2005-2006